# 否定聯言
否定聯言謬誤（fallacy of denying a conjunct）是對「非甲且乙」的否定聯言命題不當推論導致的形式謬誤。

## 形式說明
否定聯言謬誤之形式如下：
甲且乙不為真。
甲為假。
因此，乙為真。
範例：
小明沒有又高又帥。
小明不高。
因此，小明帥。
說明：小明可能既不高也不帥。
注意另一種形式相似但不屬否定聯言謬誤的有效論證：
甲且乙不為真。
甲為真。
因此，乙為假。
範例：
小明沒有又高又帥。
小明高。
因此，小明不帥。

## 外部連結
- （英文） Logical Fallacy: Denying a Conjunct（页面存档备份，存于）